# Ministri degli affari esteri e della cooperazione internazionale della Repubblica Italiana
I ministri degli affari esteri e della cooperazione internazionale della Repubblica Italiana si sono avvicendati dal 1946 in poi.

## Lista
| Ministro                                    | Ministro         | Ministro                                   | Partito                                        | Governo                   | Mandato          | Mandato           | Leg.             |
| Ministro                                    | Ministro         | Ministro                                   | Partito                                        | Governo                   | Inizio           | Fine              | Leg.             |
| ------------------------------------------- | ---------------- | ------------------------------------------ | ---------------------------------------------- | ------------------------- | ---------------- | ----------------- | ---------------- |
| Affari esteri                               |                  |                                            |                                                |                           |                  |                   |                  |
|                                             |                  | Alcide De Gasperi (ad interim) (1881-1954) | Democrazia Cristiana                           | De Gasperi II             | 14 luglio 1946   | 18 ottobre 1946   | AC               |
|                                             |                  | Pietro Nenni (1891-1980)                   | Partito Socialista Italiano                    | De Gasperi II             | 18 ottobre 1946  | 2 febbraio 1947   | AC               |
|                                             |                  | Carlo Sforza (1872-1952)                   | Partito Repubblicano Italiano                  | De Gasperi III            | 2 febbraio 1947  | 1º giugno 1947    | AC               |
| De Gasperi IV                               | 1º giugno 1947   | Carlo Sforza (1872-1952)                   | Partito Repubblicano Italiano                  | 24 maggio 1948            |                  |                   | AC               |
| De Gasperi V                                | 24 maggio 1948   | Carlo Sforza (1872-1952)                   | Partito Repubblicano Italiano                  | 28 gennaio 1950           | I                |                   |                  |
| De Gasperi VI                               | 28 gennaio 1950  | Carlo Sforza (1872-1952)                   | Partito Repubblicano Italiano                  | 26 luglio 1951            | I                |                   |                  |
|                                             |                  | Alcide De Gasperi (1881-1954)              | Democrazia Cristiana                           | De Gasperi VII            | I                | 26 luglio 1951    | 16 luglio 1953   |
| De Gasperi VIII                             | 16 luglio 1953   | Alcide De Gasperi (1881-1954)              | Democrazia Cristiana                           | 17 agosto 1953            | II               |                   |                  |
|                                             |                  | Giuseppe Pella (1902-1981)                 | Democrazia Cristiana                           | Pella                     | II               | 17 agosto 1953    | 19 gennaio 1954  |
|                                             |                  | Attilio Piccioni (1892-1976)               | Democrazia Cristiana                           | Fanfani I                 | II               | 19 gennaio 1954   | 10 febbraio 1954 |
| Scelba                                      | 10 febbraio 1954 | Attilio Piccioni (1892-1976)               | Democrazia Cristiana                           | 19 settembre 1954         | II               |                   |                  |
| Scelba                                      |                  |                                            | Gaetano Martino (1900-1967)                    | Partito Liberale Italiano | II               | 19 settembre 1954 | 6 luglio 1955    |
| Segni I                                     | 6 luglio 1955    | 20 maggio 1957                             | Gaetano Martino (1900-1967)                    | Partito Liberale Italiano | II               |                   |                  |
|                                             |                  | Giuseppe Pella (1902-1981)                 | Democrazia Cristiana                           | Zoli                      | II               | 20 maggio 1957    | 2 luglio 1958    |
|                                             |                  | Amintore Fanfani (1908-1999)               | Democrazia Cristiana                           | Fanfani II                | 2 luglio 1958    | 16 febbraio 1959  | III              |
|                                             |                  | Giuseppe Pella (1902-1981)                 | Democrazia Cristiana                           | Segni II                  | 16 febbraio 1959 | 26 marzo 1960     | III              |
|                                             |                  | Antonio Segni (1891-1972)                  | Democrazia Cristiana                           | Tambroni                  | 26 marzo 1960    | 27 luglio 1960    | III              |
| Fanfani III                                 | 27 luglio 1960   | Antonio Segni (1891-1972)                  | Democrazia Cristiana                           | 22 febbraio 1962          |                  |                   | III              |
| Fanfani IV                                  | 22 febbraio 1962 | Antonio Segni (1891-1972)                  | Democrazia Cristiana                           | 7 maggio 1962             |                  |                   | III              |
| Fanfani IV                                  |                  |                                            | Attilio Piccioni (1892-1976)                   | Democrazia Cristiana      | 29 maggio 1962   | 22 giugno 1963    | III              |
| Leone I                                     | 22 giugno 1963   | 5 dicembre 1963                            | Attilio Piccioni (1892-1976)                   | Democrazia Cristiana      | IV               |                   |                  |
|                                             |                  | Giuseppe Saragat (1898-1988)               | Partito Socialista Democratico Italiano        | Moro I                    | IV               | 5 dicembre 1963   | 23 luglio 1964   |
| Moro II                                     | 23 luglio 1964   | Giuseppe Saragat (1898-1988)               | Partito Socialista Democratico Italiano        | 28 dicembre 1964          | IV               |                   |                  |
| Moro II                                     |                  |                                            | Amintore Fanfani (1908-1999)                   | Democrazia Cristiana      | IV               | 5 marzo 1965      | 30 dicembre 1965 |
| Moro III                                    | 24 febbraio 1966 | 5 giugno 1968                              | Amintore Fanfani (1908-1999)                   | Democrazia Cristiana      | IV               |                   |                  |
|                                             |                  | Giuseppe Medici (1907-2000)                | Democrazia Cristiana                           | Leone II                  | 25 giugno 1968   | 13 dicembre 1968  | V                |
|                                             |                  | Pietro Nenni (1891-1980)                   | Partito Socialista Italiano                    | Rumor I                   | 13 dicembre 1968 | 6 agosto 1969     | V                |
|                                             |                  | Aldo Moro (1916-1978)                      | Democrazia Cristiana                           | Rumor II                  | 6 agosto 1969    | 28 marzo 1970     | V                |
| Rumor III                                   | 28 marzo 1970    | Aldo Moro (1916-1978)                      | Democrazia Cristiana                           | 6 agosto 1970             |                  |                   | V                |
| Colombo                                     | 6 agosto 1970    | Aldo Moro (1916-1978)                      | Democrazia Cristiana                           | 18 febbraio 1972          |                  |                   | V                |
| Andreotti I                                 | 18 febbraio 1972 | Aldo Moro (1916-1978)                      | Democrazia Cristiana                           | 26 giugno 1972            |                  |                   | V                |
|                                             |                  | Giuseppe Medici (1907-2000)                | Democrazia Cristiana                           | Andreotti II              | 26 giugno 1972   | 8 luglio 1973     | VI               |
|                                             |                  | Aldo Moro (1916-1978)                      | Democrazia Cristiana                           | Rumor IV                  | 8 luglio 1973    | 15 marzo 1974     | VI               |
| Rumor V                                     | 15 marzo 1974    | Aldo Moro (1916-1978)                      | Democrazia Cristiana                           | 23 novembre 1974          |                  |                   | VI               |
|                                             |                  | Mariano Rumor (1915-1990)                  | Democrazia Cristiana                           | Moro IV                   | 23 novembre 1974 | 12 febbraio 1976  | VI               |
| Moro V                                      | 12 febbraio 1976 | Mariano Rumor (1915-1990)                  | Democrazia Cristiana                           | 30 luglio 1976            |                  |                   | VI               |
|                                             |                  | Arnaldo Forlani (1925-2023)                | Democrazia Cristiana                           | Andreotti III             | 30 luglio 1976   | 13 marzo 1978     | VII              |
| Andreotti IV                                | 13 marzo 1978    | Arnaldo Forlani (1925-2023)                | Democrazia Cristiana                           | 21 marzo 1979             |                  |                   | VII              |
| Andreotti V                                 | 21 marzo 1979    | Arnaldo Forlani (1925-2023)                | Democrazia Cristiana                           | 5 agosto 1979             |                  |                   | VII              |
|                                             |                  | Franco Maria Malfatti (1927-1991)          | Democrazia Cristiana                           | Cossiga I                 | 5 agosto 1979    | 14 gennaio 1980   | VIII             |
|                                             |                  | Attilio Ruffini (1924-2011)                | Democrazia Cristiana                           | Cossiga I                 | 14 gennaio 1980  | 4 aprile 1980     | VIII             |
|                                             |                  | Emilio Colombo (1920-2013)                 | Democrazia Cristiana                           | Cossiga II                | 4 aprile 1980    | 18 ottobre 1980   | VIII             |
| Forlani                                     | 18 ottobre 1980  | Emilio Colombo (1920-2013)                 | Democrazia Cristiana                           | 28 giugno 1981            |                  |                   | VIII             |
| Spadolini I                                 | 28 giugno 1981   | Emilio Colombo (1920-2013)                 | Democrazia Cristiana                           | 23 agosto 1982            |                  |                   | VIII             |
| Spadolini II                                | 23 agosto 1982   | Emilio Colombo (1920-2013)                 | Democrazia Cristiana                           | 1º dicembre 1982          |                  |                   | VIII             |
| Fanfani V                                   | 1º dicembre 1982 | Emilio Colombo (1920-2013)                 | Democrazia Cristiana                           | 4 agosto 1983             |                  |                   | VIII             |
|                                             |                  | Giulio Andreotti (1919-2013)               | Democrazia Cristiana                           | Craxi I                   | 4 agosto 1983    | 1º agosto 1986    | IX               |
| Craxi II                                    | 1º agosto 1986   | Giulio Andreotti (1919-2013)               | Democrazia Cristiana                           | 18 aprile 1987            |                  |                   | IX               |
| Fanfani VI                                  | 18 aprile 1987   | Giulio Andreotti (1919-2013)               | Democrazia Cristiana                           | 29 luglio 1987            |                  |                   | IX               |
| Goria                                       | 29 luglio 1987   | Giulio Andreotti (1919-2013)               | Democrazia Cristiana                           | 13 aprile 1988            | X                |                   |                  |
| De Mita                                     | 13 aprile 1988   | Giulio Andreotti (1919-2013)               | Democrazia Cristiana                           | 23 luglio 1989            | X                |                   |                  |
|                                             |                  | Gianni De Michelis (1940-2019)             | Partito Socialista Italiano                    | Andreotti VI              | X                | 23 luglio 1989    | 13 aprile 1991   |
| Andreotti VII                               | 13 aprile 1991   | Gianni De Michelis (1940-2019)             | Partito Socialista Italiano                    | 28 giugno 1992            | X                |                   |                  |
|                                             |                  | Vincenzo Scotti (1933)                     | Democrazia Cristiana                           | Amato I                   | 28 giugno 1992   | 29 luglio 1992    | XI               |
|                                             |                  | Emilio Colombo (1920-2013)                 | Democrazia Cristiana                           | Amato I                   | 1º agosto 1992   | 29 aprile 1993    | XI               |
|                                             |                  | Beniamino Andreatta (1928-2007)            | Democrazia Cristiana Partito Popolare Italiano | Ciampi                    | 29 aprile 1993   | 19 aprile 1994    | XI               |
|                                             |                  | Leopoldo Elia (ad interim) (1925-2008)     | Partito Popolare Italiano                      | Ciampi                    | 19 aprile 1994   | 11 maggio 1994    | XI               |
|                                             |                  | Antonio Martino (1942-2022)                | Forza Italia                                   | Berlusconi I              | 11 maggio 1994   | 17 gennaio 1995   | XII              |
|                                             |                  | Susanna Agnelli (1922-2009)                | Partito Repubblicano Italiano                  | Dini                      | 17 gennaio 1995  | 18 maggio 1996    | XII              |
|                                             |                  | Lamberto Dini (1931)                       | Rinnovamento Italiano                          | Prodi I                   | 18 maggio 1996   | 21 ottobre 1998   | XIII             |
| D'Alema I                                   | 21 ottobre 1998  | Lamberto Dini (1931)                       | Rinnovamento Italiano                          | 22 dicembre 1999          |                  |                   | XIII             |
| D'Alema II                                  | 22 dicembre 1999 | Lamberto Dini (1931)                       | Rinnovamento Italiano                          | 26 aprile 2000            |                  |                   | XIII             |
| Amato II                                    | 26 aprile 2000   | Lamberto Dini (1931)                       | Rinnovamento Italiano                          | 6 giugno 2001             |                  |                   | XIII             |
|                                             |                  | Renato Ruggiero (1930-2013)                | Indipendente                                   | Berlusconi II             | 11 giugno 2001   | 6 gennaio 2002    | XIV              |
|                                             |                  | Franco Frattini (1957-2022)                | Forza Italia                                   | Berlusconi II             | 14 novembre 2002 | 18 novembre 2004  | XIV              |
|                                             |                  | Gianfranco Fini (1952)                     | Alleanza Nazionale                             | Berlusconi II             | 18 novembre 2004 | 23 aprile 2005    | XIV              |
| Berlusconi III                              | 23 aprile 2005   | Gianfranco Fini (1952)                     | Alleanza Nazionale                             | 17 maggio 2006            |                  |                   | XIV              |
|                                             |                  | Massimo D'Alema (1949)                     | Democratici di Sinistra Partito Democratico    | Prodi II                  | 17 maggio 2006   | 8 maggio 2008     | XV               |
|                                             |                  | Franco Frattini (1957-2022)                | Il Popolo della Libertà                        | Berlusconi IV             | 8 maggio 2008    | 16 novembre 2011  | XVI              |
|                                             |                  | Giulio Terzi di Sant'Agata (1946)          | Indipendente                                   | Monti                     | 16 novembre 2011 | 26 marzo 2013     | XVI              |
|                                             |                  | Emma Bonino (1948)                         | Radicali Italiani                              | Letta                     | 28 aprile 2013   | 22 febbraio 2014  | XVII             |
| Affari esteri e cooperazione internazionale |                  |                                            |                                                |                           |                  |                   |                  |
|                                             |                  | Federica Mogherini (1973)                  | Partito Democratico                            | Renzi                     | 22 febbraio 2014 | 31 ottobre 2014   | XVII             |
|                                             |                  | Paolo Gentiloni (1954)                     | Partito Democratico                            | Renzi                     | 31 ottobre 2014  | 12 dicembre 2016  | XVII             |
|                                             |                  | Angelino Alfano (1970)                     | Nuovo Centrodestra Alternativa Popolare        | Gentiloni                 | 12 dicembre 2016 | 1º giugno 2018    | XVII             |
|                                             |                  | Enzo Moavero Milanesi (1954)               | Indipendente                                   | Conte I                   | 1º giugno 2018   | 5 settembre 2019  | XVIII            |
|                                             |                  | Luigi Di Maio (1986)                       | Movimento 5 Stelle Insieme per il futuro       | Conte II                  | 5 settembre 2019 | 13 febbraio 2021  | XVIII            |
| Draghi                                      | 13 febbraio 2021 | Luigi Di Maio (1986)                       | Movimento 5 Stelle Insieme per il futuro       | 22 ottobre 2022           |                  |                   | XVIII            |
|                                             |                  | Antonio Tajani (1953)                      | Forza Italia                                   | Meloni                    | 22 ottobre 2022  | in carica         | XIX              |